# ベンジャミン・ウィリアム・ムカパ
ベンジャミン・ウィリアム・ムカパ（Benjamin William Mkapa, 1938年11月12日- 2020年7月24日）は、タンザニアの政治家で第3代大統領。タンガニーカ南部のマサシ出身。
第2代大統領のムウィニ政権下で外相や情報相などを務めた後、1995年10月29日の大統領選で当選。以後は経済の自由化と外国投資の導入に努め、国有企業の民営化などを活発に行う一方、外資による国内経済の支配を懸念する声も上がっている。2000年10月29日再選、2005年12月21日退任。

## リンク
- タンザニア首脳公式ページ

| 公職                          | 公職                                          | 公職                      |
| ----------------------------- | --------------------------------------------- | ------------------------- |
| 先代 アリ・ハッサン・ムウィニ | タンザニア連合共和国大統領 第3代：1995 - 2005 | 次代 ジャカヤ・キクウェテ |